# 五朵山
五朵山，亦名“五垛山”，位于河南省南召县与镇平县交界地带，两千五百多年前的尹喜和唐代道士吴筠，曾修道于此山的北顶，乃中原道教圣地，主峰圣垛海拔1665米。《山海经》中称其为“依帝山”，《水经注》称其为“岐棘山”，《太平寰宇记》则称志为“骑立山”，《一统志》载：“骑立山山势昂耸，如立骑，本名岐棘山，音讹耳。”明清以后称“五朵山”，此山五峰并峙，名曰“圣垛”、“禅庵垛”、“摩去垛”、“娇女垛”、“哑女垛”。北有五垛山南有武当山，历史上此山与武当山齐名。